# Ertuğrul Sağlam
Ertuğrul Sağlam Ereğli te (Zonguldak, 19 november 1969) is een voormalig Turks profvoetballer die zich na zijn actieve voetbalcarrière toelegde op het vak van voetbaltrainer.

## Voetbalcarrière
Sağlam begon zijn jeugdcarrière bij Ereğli Erdemirspor, waar hij van 1979 tot 1985 voor speelde. Op 16-jarige leeftijd haalde Fenerbahçe Sağlam naar Istanboel, waar hij 1 jaar in de jeugd heeft gespeeld. Gaziantepspor gaf hem hierna een kans. Na een verblijf van ongeveer drie jaar vertrok hij naar Samsunspor.
Vanaf medio 1994 was hij als speler actief bij Beşiktaş. Per augustus 2000 was Samsunspor andermaal zijn adres. In 2003 beëindigde hij zijn voetballoopbaan.

## Trainerscarrière
Na het hangen van zijn voetbalschoenen aan de wilgen werd Sağlam assistent-trainer van Gigi Multescu bij Samsunspor. Hij bekleedde een periode de functie van interim-trainer, maar nam weer als assistent plaats op de bank toen Erdoğan Arıca tekende bij de club uit de Zwarte Zeeregio. Vanaf het seizoen 2004/2005 ging hij voor het eerst als eindverantwoordelijke trainer aan de slag in Samsun. In 34 wedstrijden behaalde zijn team 10 overwinningen, 8 gelijke spelen en 16 nederlagen, waarmee 38 punten en een 12. plaats werden behaald.
In het seizoen 2005/06 maakte hij de overstap naar Kayserispor. Sağlam  won de Intertoto Cup en behaalde daarmee UEFA Cup voetbal in het seizoen 2006/2007 om zich in de eerste ronde gewonnen te geven aan het AZ Alkmaar van Louis van Gaal. Met Kayserispor eindigde de trainer ook in zijn tweede jaar verdienstelijk vijfde, maar miste nipt Europees voetbal. 
In juli 2007 gaf Beşiktaş hem de kans als hoofdtrainer. Als trainer van Beşiktaş bereikte hij de groepsfase van de Champions League, nadat FC Zürich met 3-1 in de derde voorronde werd verslagen. Hij werd overigens ook in de groepsfase uitgeschakeld. In oktober 2008 scheidden de wegen met de De Zwarte Adelaars.
In januari 2009 tekende hij voor Bursaspor. Met de ploeg aan de uiteinden van de Uludağ-berg behaalde hij zijn grootste trainersprestatie. Hij werd landskampioen in het seizoen 2009/10 en doorbrak na het kampioenschap van Trabzonspor in 1984 weer de hegemonie van de traditionele top drie uit Istanboel (Beşiktaş, Fenerbahçe en Galatasaray). 
In de volgende jaren was hij eindverantwoordelijke bij Eskişehirspor, weer Bursaspor, Yeni Malatyaspor, Tractor Sazi FC, weer Kayserispor om vervolgens in november 2019 een contract van vierenhalfjaar te ondertekenen bij Samsunspor.
Ertuğrul won daarnaast ook vele persoonlijke prijzen, zo werd hij twee seizoenen achter elkaar verkozen tot de beste trainer van Turkije en won hij aanzien als een van de genomineerde trainers die in opkomst waren in het voetbalblad Champions.

## Erelijst

### Voetballer
Samsunspor (3)
- TFF 1. Lig (2): 1990/91 en 1992/93
- Balkan Cup (1): 1993/94

Beşiktaş (7)
- Süper Lig (1): 1994/95
- Türkiye Süper Kupası (2): 1994 en 1998
- Turkse Beker (1): 1998
- Kanseliers Beker(1): 1997
- Atatürk Beker (1): 2000
- TSYD Beker (1): 1996

### Trainer
Kayserispor (1)
- UEFA Intertoto Cup (1): 2006

Bursaspor (1)
- Süper Lig (1): 2009/10

1 Erkan ·
2 R. Çetin ·
3 Özalan ·
4 İnceefe ·
5 Kerimoğlu ·
6 Sağlam ·
7 Mandıralı ·
8 Temizkanoğlu ·
9 Şükür ·
10 O. Çetin  ·
11 Çıkırıkçı ·
12 Yiğit ·
13 Zafer ·
14 Sancaklı ·
15 Korkut ·
16 Yalçın ·
17 Ercan ·
18 Erdem ·
19 Kafkas ·
20 Korkmaz ·
21 Göymen ·
22 Reçber ·
Coach: Terim